# Пританід
Пританід (дав.-гр. Πρύτᾰνις) — цар Спарти близько 860—830 роках до н. е. Ім'я перекладається як «Правитель».

## Життєпис
Син царя Евріпонта. Відповідно Євсевію Кесарійському, що використовував відомості Діодора Сицилійського панував 49 років. Втім більшість відомостей про нього не підтверджено. Ісаак Ньютон взагалі вважав існування перших спартанських царів вигадкою мімографів, щоб виправдати владу подальших правителів Спарти як стародавніх правителів Пелопоннесу.
Спільно зі співцарем Лаботом вступив у протистояння з Аргосом за прикордонну області Кінурію. Згідно з Плутархом у другій частині панування серед спартиатів почав розгардіяш, але причини цьому невідомі. Під час одного із заворушень Пританіда вбили. Йому спадкував старший син Полідект.